# Gaylussacia pulchra
Gaylussacia pulchra är en ljungväxtart som beskrevs av Johann Baptist Emanuel Pohl. Gaylussacia pulchra ingår i släktet Gaylussacia och familjen ljungväxter. Inga underarter finns listade i Catalogue of Life.